# هانا کامکار
هانا کامکار (متولد ۲۸ مهر ۱۳۵۹ در تهران) بازیگر، عکاس، فعال محیط‌ زیست، کارگردان، خواننده و یکی از نوازندگان دف گروه کامکارها است.

## زندگی و فعالیت هنری
هانا کامکار، فرزند بیژن کامکار، خوانندهٔ اصلی گروه کامکارها و نوازندهٔ دف، رباب، تار، تمبک و دهل و شیدا صادقی ست وی در سال ۱۳۵۹ به دنیا آمد. تولد در خانواده‌ای هنری باعث شد که او از کودکی با موسیقی از نزدیک آشنا شده و به نوازندگی علاقه پیدا کند و از سال ۱۳۸۲ با پیوستن به گروه کامکارها، به‌طور جدی به این حرفه بپردازد. 
از سال ۱۳۷۱ نوازندگی دایره را آغاز نمود و در چندین کنسرت به سرپرستی سودابه سالم، در "فرهنگسرای بهمن"شرکت نمود. سال‌ها بعد شیوهٔ نوازندگی دف را نزد پدرش، بیژن کامکار فرا گرفت.
در اوان کودکی، به مدت ۲ سال ویلن کلاسیک را نزد ارسلان کامکار، فرا گرفت و در دوران نوجوانی به مدت ۲ سال به فراگیری کمانچه نزد اردشیر کامکار پرداخت.
علاوه بر آن، در سال‌های ۱۳۷۸ تا ۱۳۸۲ ردیف آوازی را نزد نجمه تجدد فرا گرفت.
هانا، فارغ‌التحصیل کارگردانی سینما ازدانشگاه سوره بوده و ساخت سه فیلم کوتاه "آرام"،"سگی که عاشق شد" و پایان‌نامه اش،"شهرزاد" را در کارنامهٔ خود دارد.
همچنین مستند بلند چاووش، از درآمد تا فرود را به همکاری آرش رئیسیان (پس از چهارده سال که از زمان تصویربرداری‌اش می‌گذشت)، در مورد سرگذشت کانون فرهنگی و هنری چاووش، ساختند.
بیشتر نوجوانی اش با سرودن شعر گذشت که منجر به کسب مقام‌ها و جوایز گوناگون منطقه‌ای شد؛ و یک سال در محضر فریدون مشیری نیز هنرجو بود.
تا کنون در چند دفتر شعر و دل‌نوشته‌هایی را گردآوری نموده.
از سال ۱۳۷۹، فنون عکاسی حرفه‌ای را نزد اساتیدی چون بهمن جلالی، محمد حسین فرج وشهریار توکلی فرا گرفت. حاصل تجربیات خود را در چند نمایشگاه انفرادی "من و آسمان"، خرداد۸۱، "آب آینه" دی۸۵،"آبگینه هاً آبان۸۹، "دیگران" خرداد۹۳و چند نمایشگاه گروهی "دانشجویان سوره"،"انجمن عکاسان کاناداً و "روژاوا"، به نمایش درآورده.
هانا کامکار از سال ۱۳۸۲ به عضویت گروه کامکارها درآمد و به عنوان خواننده، نوازندهٔ دف، مسوول روابط عمومی و عکاس، در آلبوم‌ها و کنسرت‌های گوناگونی در "تهران" و برخی شهرهای ایران، آسیا، اروپا، کانادا و آمریکا این گروه را همراهی نموده‌است.
علاوه بر نوازندگی دف و خواندن در گروه کر آلبوم‌های کامکارها، همخوانی در آلبوم‌های
"امشو" کار مشترک "کامکارهاً و "عدنان کریم"،"دور تا نزدیک" اثر هوشنگ کامکار،"ترانه‌های کودکی" اثر سودابه سالم و "گروه ایران زمین"،"آفتاب می‌شود" اثر ارسلان کامکار.
سال ۷۹ به مدت یکسال در آموزشگاه استاد کشاورز، هنرجوی حمید سمندریان بود. فعالیت حرفه‌ای نوازندگی و خوانندگی خود را در سال ۱۳۷۷ با نمایش "رویای شب نیمه تابستان دکتر محمود کریمی حکاک، به آهنگسازی "سودابه سالم"، آغاز نمود.
سال ۸۰ در نمایش "نیمروز خواب آلود"، به کارگردانی آیت نجفی، در نقش "آناهیتا، ملکه آبها"، نخستین نقش آفرینی و تکخوانی تئاترش را نمود. از سال ۱۳۸۴ به شکل مستقل، طراحی موسیقی چندین نمایش را بر عهده گرفت :"کبوتری ناگهان"، نمایشنامه خوانی"لیرنا شاه"،"روزهایی که به یاد تو گذشت"،"آنکه گفت آری، آنکه گفت نه"،"بیداری خانه نسوان" و پس از وقفه‌ای چند ساله و دوری از تئاتر،
بازیگر-خواننده نقش "مهر" در نمایش "مرغ باران" کار پری صابری، در سال ۱۳۹۲، تالار وحدت
بازی و خوانندگی در موسیقی-نمایش ترانه‌های محلی، سال ۱۳۹۳، سالن اصلی تئاتر شهر (محمد رحمانیان و فردین خلعتبری) که برای این اثر، در جشن بازیگر ۱۳۹۴ خانه تئاتر، مدالیون و لوح بازیگر زن برگزیده سال ۱۳۹۳ را کسب کرد.
بازی و خوانندگی در موسیقی-نمایش سینماهای من کار محمد رحمانیان، تابستان۱۳۹۴.
خوانندگی در موسیقی-نمایش "یرماً کار اشکان صادقی و الهام شکیب، تابستان۱۳۹۵.
طراحی موسیقی نمایش "نامه‌های عاشقانه از خاورمیانه" کار کیومرث مرادی، زمستان۱۳۹۵ و کاندیدای بهترین موسیقیِ تئاتر از جشنواره بین‌المللی تئاتر فجر، بهمن۱۳۹۵.
بازی و خوانندگی در نمایش "نام تمام مادران…" کار محمد رحمانیان، زمستان۱۳۹۵.
شروع خوانندگی در موسیقی فیلم از سال ۱۳۸۴:
«کوهستان سرد» طاها کریمی اثر فردین خلعتبری
چندین قطعه از آثار سیاوش کامکار، سال ۱۳۸۵
چندین موسیقی فیلم کوتاه و بلند از میلاد موحدی
موسیقی فیلم خانوادهٔ ارنست اثر علیرضا کهن دیری
موسیقی فیلم «کوهستان قندیل» طاها کریمی اثر «فردین خلعتبری»
موسیقی فیلم «یک روز دیگر» حسن فتحی اثر «فردین خلعتبری»
مجموعهٔ «لالایی‌ها» اثر فردین خلعتبری محصول شبکه ماهواره‌ای پویا
موسیقی فیلم آی آدمها رخشان بنی اعتماد، اثر سیامک کلانتری
موسیقی فیلم فروشنده اصغر فرهادی
همچنین مدیریت هنری گروه دف نوازان تخت جمشید و همخوانی و نوازندگی دف در دو کنسرت تهران این گروه در سال‌های ۱۳۹۰ و ۱۳۹۱ را در کارنامه کاری مستقل خود از گروه کامکارها دارد.
در سال ۱۳۹۱ نیز با تشکیل گروه دف و نی به سرپرستی پدرش بیژن کامکار، به نوازندگی دف و خوانندگی کر این گروه در چندین کنسرت شهر تهران پرداخت.
پس از شش سال تدریس خصوصی‌ساز دف، از سال ۱۳۸۶ در آموزشگاه «ودا»، از سال ۱۳۸۹ در آموزشگاه «کامکارها» مشغول به این کار شد.
او عضو شورای سیاستگذاری کارگاه آموزشی ملی یکصد چهره محبوب سینما-تئاتر ایران به ریاست دکتر اکبر عالمی و سرپرستی «هیوا پاشایی» در سال ۱۳۹۵ می‌باشد.
از نوجوانی تحت آموزش‌های مادر، «شیدا صادقی» و بانو «مه‌لقا ملاح»، به حفظ محیط زیست علاقمند و تا کنون یکی از فعال‌های جدی محیط زیست است.
همچنین سال۱۳۹۵ با حکم معصومه ابتکار (رئیس سازمان محیط زیست) به عضویت شورای سیاستگذاری نخستین جشنواره موسیقی سبز، درآمد و در بخش موسیقی کودک جشنواره، داور بخش انتخاب گروه برتر بود.

## آموختن موسیقی و عکاسی، ورود به دانشگاه
او از سال ۱۳۷۱ نوازندگی دایره را آغاز نمود و سال‌ها بعد شیوهٔ نوازندگی دف را نزد پدرش، بیژن کامکار، فرا گرفت. هانا کامکار در کنار تلاش‌هایش در زمینهٔ موسیقی، در عرصه‌های هنری دیگری چون تئاتر، تلویزیون و عکاسی نیز فعالیت داشته‌است.
وی از سال ۱۳۷۹، فنون عکاسی حرفه‌ای را نزد استادانی چون بهمن جلالی، محمد حسین فرج و شهریار توکلی فرا گرفت و حاصل تجربیات خود را در چندین نمایشگاه گروهی و انفرادی در معرض دید عموم قرار داد. وی برای تحصیل در رشتهٔ کارگردانی سینما به دانشگاه سورهٔ تهران راه یافت و در سال ۱۳۸۳ از این دانشگاه فارغ‌التحصیل شد.

## عضویت در گروه کامکارها و فعالیتهای موسیقی
هانا کامکار از سال ۱۳۸۲ به عضویت گروه کامکارها درآمد و به عنوان خوانندهٔ گروه کُر و نوازندهٔ دف در کنسرت‌های مختلفی در داخل و خارج از کشور، این گروه را همراهی کرد. وی در سال‌های ۷۸ تا ۸۲ ردیف آوازی را نزد نجمه تجدد فرا گرفت. وی در کنار همکاری با گروه کامکارها با گروه تخت جمشید به آهنگسازی پدرام درخشانی به عنوان نوازنده، هم‌خوان و مدیر هنری در اجراهای سال ۱۳۹۰ و ۱۳۹۱ همکاری داشته‌است. در نمایش موزیکال «مرغ باران» به کارگردانی پری صابری و آهنگسازی ارسلان کامکار به عنوان بازیگر و خواننده اجرا داشته‌است.
در مجموعه صوتی و تصویری «ترانه‌های کودکی» با آهنگسازی سودابه سالم که در تابستان ۱۳۹۲ در تالار وحدت اجرا شد نیز به عنوان همخوان شرکت داشته‌است. خوانندگی در آلبومهای «آفتاب می‌شود» به آهنگسازی ارسلان کامکار و «دور تا نزدیک» به آهنگسازی هوشنگ کامکار و همچنین اثر «لالایی» به آهنگسازی فردین خلعتبری از دیگر آثار این هنرمند است. آخرین اجرای صحنه‌ای وی مربوط به کنسرت «دف و نی» در پاییز ۱۳۹۲ در تالار وحدت است که هانا کامکار به عنوان نوازنده دف و همخوان به روی صحنه رفت.

## فعالیت در زمینهٔ عکاسی، سینما و تئاتر
با بازی در مجموعه تلویزیونی «آقا و خانم تجربه» در سال ۱۳۸۰ و نمایش «نیمروز خواب آلود» وارد این عرصه شد. سپس عکاسی و دستیاری کارگردانی را در مجموعه تلویزیونی «توپ گرد» را بر عهده داشت و دستیار دوم کارگردان نمایش «از دست رفته» بود. همچنین عکاسی در نمایشهای «چراغ‌ها را خاموش نکنید»، «روی ماه اسم تو را دستی نوشته‌است»، «خانه پدری» و «خانه کاغذی» نیز از دیگر فعالیت‌های وی در زمینه تئاتر می‌باشد.
ساخت سه فیلم کوتاه «آرام»، «سگی که عاشق شه» و «شهرزاد» و همچنین فیلم مستند «چاووش» از آثار سینمایی وی می‌باشد. طراحی موسیقی نمایش «کبوتری ناگهان» نیز از جمله آثارش است که وی در جشنوارهٔ تئاتر فجر در سال ۱۳۸۴، برای طراحی موسیقی این نمایش مورد تقدیر قرار گرفت. همچنین از جمله دیگر آثار عکاسی وی می‌توان به عکسهای شهر یزد اشاره کرد.